# Cristino Sánchez Jiménez
Cristino María Sánchez Jiménez (Cantoria, 1915 - Cantoria 1980) fue un político español, alcalde de Cantoria (Almería). Cristino se casó con Soledad Gea Campoy, también natural de Cantoria. Tuvo tres hijos, María Cristina, María Yolanda, Jorge Mario. 
En su labor y trayectoria política destacó el mejoramiento de los servicios básicos del municipio de Cantoria, tales como el agua corriente y servicios de alcantarillado. En Cantoria también encontramos una calle que lleva su nombre, donde también residía.
- Datos: Q5791561